# Северо-Американская духовная семинария
Северо-Америка́нская духо́вная семина́рия (с 1912 года также Свято-Плато́новская духо́вная семина́рия, англ. St. Platon's Orthodox Theological Seminary) — духовная семинария Северо-Американской епархии Русской Православной Церкви, существовавшая в 1905—1923 годы.

## История
В XIX — начале XX века растущая Православная Церковь в Северной Америке испытывала нужду в священно- и церковнослужителях из числа местных жителей, так как священники и псаломщики из России часто оказывались неприспособленными для служения в Америке по причине языкового барьера, незнакомства с нравами и обычаями местной паствы, социальными порядками и законодательством страны. Кроме того, вследствие малого числа прихожан, православным священнослужителям в Америке приходилось сталкиваться с материальными проблемами, особенно в сельских районах, где они нередко были вынуждены сами заниматься сельским хозяйством.
Для образования местного духовенства 1 октября 1897 года в городе Миннеаполисе была создана миссионерская школа, преобразованная в семинарию 1 июля 1905 года епископом Тихоном (Беллавиным). Среди учащихся были уроженцы Северной Америки, России, Австро-Венгрии, получившие образование в учебных заведениях самых различных типов. Во временя пребывания семинарии в Минеаполисе все службы совершались по-английски.
В 1912 году епархии приобрела четырнадцать с половиной акров земли с особняк близ Тенафлая, штат Нью-Джерси и в том же году семинария была переведена туда, ближе к центру епархиальной жизни и переименована в Свято-Платоновскую Православную духовную семинарию. В особняке разместилось общежитие, классные комнаты, офисы, и часовня, освящённая в честь святого Платона, исповедника Студитского. На семинарской усадьбе разведены два плодовых сада, огороды, цветники, виноградник, устроена большая площадка для игры, приобретены две лошади, три коровы и другие домашние животные.
Средства на существование семинария получала от Северо-Американского духовного правления. Пополнялись они также небольшой субсидией Русского православного общества взаимопомощи и взносами воспитанников (по 18 долларов в месяц). Святейший Синод ежегодно отпускал на содержание Семинарии 3.860 рублей золотом.
По данным на 1914 год Семинария состояла из трёх классов, в каждом из которых воспитанники обучались по два года. Приём новых воспитанников осуществлялся через год. Принимались юноши не моложе 15,5 и не старше 26 лет. Желающие поступить подвергались приёмным экзаменам по всем предметам, изучаемым в духовных училищах в России, кроме древних языков и природоведения. Поступающие сдавали также экзамен по английскому языку и писали два сочинения — одно на русском, другое на английском языке. Преподавание велось по-русски и по-английски.
Здание Семинарии было небольшим и не могло вместить всех, кто желал обучаться. Приём на обучение всегда был ограниченным, а вступительные экзамены — строгими. Ввиду ограниченности в средствах семинарии приходилось довольствоваться очень малым преподавательским штатом. В течение шестилетнего курса в Семинарии изучались все богословские науки, которые проходились в русских семинариях, а также (по особому плану) словесность, история, математика, физика и философские науки. Изучались также история Христианства в Америке, история и обличение Брестской унии, английский язык с историей английской литературы, американское гражданское право. Древние языки, а также французский и немецкий не преподавались. Семинарская библиотека насчитывала до шести тысяч книг. Занятия, по принятому в американских учебных заведениях порядку, проходили пять дней в неделю. Все воспитанники проживали в общежитии. Летом и на праздники они отпускались в дома родителей и родственников, на практические занятия в приходские школы или в монастырь, где исполняли послушание псаломщиков.
В связи с событиями 1917 года, поступление материальных средств из России прекратилось, и в 1923 году семинария закрылась, после чего в течение пятнадцати лет у Северо-Американской митрополии вообще не было никакой богословской школы.

## Ректоры
- священник Константин Попов (1905—1906)
- протоиерей Леонид Туркевич (7 августа 1906—1915)
- архимандрит Филипп (Ставицкий) (1915—1916)
- протоиерей Михаил Ильинский (1916—1923)